# Bergskalhyttan
Bergskalhyttan var en hytta intill en bäck nära mynningen i Färnsjön i Filipstads kommun. Den omnämndes i 1560 års jordebok som Kalhyttan, vilken var en av sju nya hyttor, som anlades i Värmlands bergslag under senare hälften av 1500-talet. Namnet Bergskalhyttan fick den sedan namnet Kalhyttan tagits över av den senare byggda herrgården. Vattenfallet i bäcken var dock otillräckligt och gjorde att denna hytta inte bestod mer än cirka 50 år.